# Papa, Charly hat gesagt…
Papa, Charly hat gesagt… ist eine deutsche Kurz-Hörspielreihe nach einem Konzept von Ingrid Hessedenz und Klaus Emmerich, die ab 1972 mit etwa 600 Folgen von verschiedenen ARD-Rundfunkanstalten (Südwestfunk / Hessischer Rundfunk / Norddeutscher Rundfunk / Saarländischer Rundfunk / RIAS Berlin) ausgesendet wurde. Sie gehörte zu den erfolgreichsten ARD-Sendungen und erschien auch als Buchausgabe.

## Handlung
In der Hörspielreihe ging es um Rededuelle zwischen Vater und Sohn, in denen der Vater mit allen möglichen und unmöglichen zeitgemäßen Fragen (zu Themen wie z. B. Homosexualität, Popmusik, Pille, Ausländerfeindlichkeit u. v. a.) konfrontiert wurde und der Sohn diese Duelle letztendlich immer für sich entschied. Die Dialoge begannen meistens mit dem Satz „Papa, Charly hat gesagt, sein Vater hat gesagt…“. Die Namen des Vaters und des achtjährigen Sohnes werden dabei nie erwähnt. Der Vater ist Finanzbeamter, Charly ist der Freund des Sohnes und Charlys Vater ist Meister in einem Kfz-Betrieb. Die Konflikte und Komik entwickeln sich häufig aus dem „sich als etwas Besseres fühlen“ des Vaters gegenüber Charlys Vater, den er in der Arbeiterklasse verortet, sowie der entwaffnenden Logik des Sohnes.
Auch die dritte Produktionsstaffel folgte diesem Muster, aber der Dialog spielt sich in der nächsten Generation ab. Der frühere Sohn ist nun selbst Vater und ist seinerseits den Fragen eines neugierigen Sohnes ausgesetzt.

## Staffeln
Die erste Staffel mit 50 Folgen wurde vom NDR produziert, wo sie ab dem 9. Januar 1972 jeden Samstag im 2. Hörfunkprogramm lief und auch von anderen Rundfunkanstalten in ihre Hörfunkprogramme übernommen wurde. Eine weitere Staffel mit 310 Folgen wurde zwischen 1978 und 1984 als Koproduktion verschiedener ARD-Anstalten unter Führung des Südwestfunk produziert und ausgestrahlt. Die dritte Produktionsreihe mit ca. 260 Folgen wurde zwischen 1990 und 1995 beim Saarländischen Rundfunk hergestellt.

## Autoren
Inspiriert war die Serie von e.o.plauens Cartoonserie Vater und Sohn. Die Texte zu Papa, Charly hat gesagt… wurden überwiegend von Ursula Haucke, der Schwester des Sprechers Gert Haucke, und vielen anderen Autoren wie Lothar Beckmann, Ilse Bock, Anne Dorn, Wolfgang Hahn, Eugen Helmlé, Margarete Jehn, Ingeburg Kanstein, Joachim Mock, Rudolf Schlabach, Walter Hedemann und Elisabeth Wäger Häusle geschrieben.

## Produktion
Gesprochen wurden die Rollen von Gert Haucke (Vater) bis 1984 und Peter Heeckt (Sohn) bis 1975. Es folgten als Sprecher des Sohnes von 1978 bis 1982 Gerald Schuster und für die Jahre 1983 und 1984 Marco Nola. In der letzten Staffel sprachen Siemen Rühaak (Vater) und für einige Folgen Hendrik Gries und dann Sascha Hissler (Sohn). 1974 erschienen Originalausschnitte dieser Sendung auf Langspielplatten der Firma Philips. Die Fernsehzeitschrift TV Hören und Sehen zeichnete die Sendung mit dem „Goldenen Mikrofon“ als beste Hörspielreihe aus. Mitte der 1970er-Jahre brachte Ursula Haucke die Geschichten als Taschenbuchreihe bei Rowohlt heraus, und 1979 wurde die Reihe in der Kindersendung Spaß muß sein in Bildergeschichten umgesetzt. Zu den Regisseuren gehörten u. a. Fritz Schröder-Jahn, Gerlach Fiedler, Heinz Hostnig und Hans Rosenhauer. Henning Venske ging mit Ausschnitten der Reihe als Bühnenprogramm auf Tournee.
Die charakteristische und populäre Erkennungsmelodie Swinging Spinet stammt von Hans Hammerschmid und Horst Ackermann in einer Aufnahme von 1965 mit Cliff Hammer am Spinett.

## Wirkung
Die Kurzhörspielserie, die auch in mehreren Buchausgaben erhältlich war, fand Zugang zum Theater und wurde auch außerhalb Deutschlands aufgeführt. Der schwedische Rundfunk adaptierte die Serie für sein Programm. Die polnische Fernsehserie Tata, a Marcin powiedział basierte auch auf dieser Serie. Das deutschschweizer Radio DRS adaptierte die Serie unter dem Titel De Charly hät gsait mit Walter Roderer in der Rolle des Vaters.

## Neuauflage
Das Kulturradio vom Rundfunk Berlin-Brandenburg (rbb) produzierte 2015 eine Neuauflage der Reihe unter dem Titel „Papa, Kevin hat gesagt …“. In der an die jetzige Zeit angepassten Serie geht es um das Mädchen Greta im Alter von ca. neun Jahren, gesprochen von Mia Carla Oehring, die ihrem Vater (Bastian Pastewka) Fragen stellt. Die 20-teilige Comedyserie wurde vom 1. bis zum 26. Februar 2016 montags bis freitags um 14:10 Uhr im Kulturradio gesendet.
Im Kinderfunk des NDR gibt es innerhalb der Sendung Mikado eine weitere aktuelle Neuauflage, nämlich Opa, Charly hat gesagt. Henning Venske, der bereits auch die Rolle des Vaters und des Sohnes sprach, ist hier nun der Großvater, Charly ist im Gegensatz zur Ur-Version ein Mädchen. Diese Reihe erscheint auch als Podcast.